# Fullproppad, Listtoppad, Livrädd & Uppstoppad
Fullproppad, Listtoppad, Livrädd & Uppstoppad, är rockgruppen Babians debutalbum, utgivet 3 februari 2009 via Troglodyte Records. Albumet innehåller singlarna Ja sa Ja! och Tillbaka till djungeln.
Albumet producerades av Babian och acke i Varispeed Studios i Klågerup våren 2008.
Babian har beskrivit låtarna som civilisationskritiska. "Visst har vi uppfunnit mycket, men hur använder vi egentligen våra uppfinningar och hur många av dem har skapats för att göra livet värre för delar av mänskligheten?" sade sångaren och låtskrivaren Tobias Allvin i en intervju. 

## Mottagande
Albumet fick i stort sett övervägande positiv kritik med högst betyg från Hallandsposten och näst högst betyg från t.ex. Sydsvenskan, Metro, Dalarnas Tidningar, Nerikes Allehanda, Västerbottens Folkblad och Ystads Allehanda. Även Nöjesguiden, Aftonbladet, Sundsvalls Tidning och Helsingborgs Dagblad gav positiv kritik.
Albumet blev även nominerad till Årets rock/metal på P3 Guld 2010.

## Låtlista
| Nr           | Titel                          | Text          | Musik                                                            | Längd |
| ------------ | ------------------------------ | ------------- | ---------------------------------------------------------------- | ----- |
| 1.           | Babian                         | Tobias Allvin | Tobias Allvin, Conny Andersson, Christian Norefalk, Anders Baeck | 3:12  |
| 2.           | Ja sa ja!                      | Tobias Allvin | Tobias Allvin, Conny Andersson, Christian Norefalk, Anders Baeck | 2:30  |
| 3.           | Säger upp mig igen             | Tobias Allvin | Tobias Allvin, Conny Andersson, Christian Norefalk, Anders Baeck | 2:54  |
| 4.           | Ena Ögat                       | Tobias Allvin | Tobias Allvin, Conny Andersson, Christian Norefalk, Anders Baeck | 2:35  |
| 5.           | Tillbaka till djungeln         | Tobias Allvin | Tobias Allvin, Conny Andersson, Christian Norefalk, Anders Baeck | 2:29  |
| 6.           | Guru                           | Tobias Allvin | Tobias Allvin, Conny Andersson, Christian Norefalk, Anders Baeck | 2:42  |
| 7.           | Dansa till musik               | Tobias Allvin | Tobias Allvin, Conny Andersson, Christian Norefalk, Anders Baeck | 3:45  |
| 8.           | Hundra år av tvåsamhet         | Tobias Allvin | Tobias Allvin, Conny Andersson, Christian Norefalk, Anders Baeck | 5:21  |
| 9.           | Förför mig                     | Tobias Allvin | Tobias Allvin, Conny Andersson, Christian Norefalk, Anders Baeck | 2:43  |
| 10.          | När ska jag bli stor?          | Tobias Allvin | Tobias Allvin, Conny Andersson, Christian Norefalk, Anders Baeck | 3:25  |
| 11.          | Gymnastik                      | Tobias Allvin | Tobias Allvin, Conny Andersson, Christian Norefalk, Anders Baeck | 3:20  |
| 12.          | Sjung ut                       | Tobias Allvin | Tobias Allvin, Conny Andersson, Christian Norefalk, Anders Baeck | 2:29  |
| 13.          | Jag exploderar om du säger nej | Tobias Allvin | Tobias Allvin, Conny Andersson, Christian Norefalk, Anders Baeck | 3:03  |
| Total längd: | Total längd:                   | Total längd:  | Total längd:                                                     | 40:35 |

## Medverkande
Musiker
- Tobias Allvin - sång, gitarr
- Conny Andersson - gitarr, sång
- Anders Baeck - trummor, sång
- Christian Norefalk - bas
- Janne Erlandsson - saxofon
- Magnus Nörrenberg - piano
- Zana S. Erdeljan - kör
- Karin Baeck - kör
- Eva Hartman Magnusson - kör
- Emelie Petersson - kör

Produktion
- acke - producent, inspelning, mixning
- Henke - mastring
- Johanna Karlsson - omslagsdesign
- Björn Rudnert - foto[7]